# اندیس خاک صنعتی مرکزی
خاک صنعتی مرکزی* یک اندیس غیرفلزی است که در حوالی شهر مهدی‌آباد استان یزد قرار دارد و مادهٔ معدنی موجود در آن، خاک صنعتی است. سنگ میزبان این اندیس شیل و ماسه سنگ است و دیرینگی آن به دوران ژوراسیک می‌رسد.